# Ballinamuck
Ballinamuck (en irlandés: Béal Átha na Muc, que significa "boca del vado del cerdo") es un pueblo en el norte del condado de Longford, Irlanda.
Fue el escenario de la batalla de Ballinamuck, donde un ejército francés que ayudó a la rebelión de los irlandeses unidos de 1798 fue derrotado. Los soldados franceses finalmente fueron repatriados. Los prisioneros irlandeses fueron llevados a St Johnstown, hoy Ballinalee, donde fueron ejecutados en lo que se conoce localmente como Bullys Acre y enterrados allí. Ballinamuck está hermanada con la ciudad francesa de Essert.

## Transporte
Whartons Travel opera la ruta de autobús 975 en nombre de la Autoridad Nacional de Transporte. Sirve al pueblo seis veces al día (no los domingos) proporcionando servicios a Longford vía Drumlish y a Cavan vía Arva. El autobús Éireann ruta 463 (Carrigallen-Longford) sirve al pueblo los miércoles. Se puede acceder a los servicios ferroviarios más cercanos en la estación de trenes de Longford.